# Kinkeshi
Kinkeshi (キン消し, lit. "KinnikuEraser") é uma extensa e popular linha de borrachas colecionáveis, um exemplo da moderna instituição japonesa de keshi. As keshi incluídas são monocromáticas e derivadas da franquia de anime e mangá Kinnikuman (キン肉マン), cujo tema principal é a luta livre profissional.
A linha foi lançada no Japão em 1983 e licenciada em 1985 para o mercado americano como M.U.S.C.L.E. (refletindo o título em inglês de Kinnikuman, que é Muscle Man). A M.U.S.C.L.E. utilizava uma borracha mais rígida do que a Kinkeshi; sua sequência nos EUA, Ultimate Muscle, teve um pequeno lançamento de cerca de vinte Kinkeshi, embora uma série maior de figuras feitas em plástico mais macio que M.U.S.C.L.E., mas não com textura de borracha, tenha sido lançada exclusivamente nos Estados Unidos.

## História
Começando no Japão em 1983, a linha Kinkeshi da Bandai foi licenciada em 1985 para a Mattel para comercialização nos Estados Unidos e Canadá, onde a luta livre havia se tornado popular. Esta linha norte-americana foi renomeada para "M.U.S.C.L.E." (Millions of Unusual Small Creatures Lurking Everywhere!). A linha incluía 236 figuras oficiais, um jogo de tabuleiro, um jogo para NES intitulado Tag Team Match: M.U.S.C.L.E., um expositor em forma de cinturão de campeonato, e um playset de ringue de luta livre. As figuras eram distribuídas em pacotes aleatórios de quatro unidades embalados em blisters transparentes, em embalagens de lata de lixo semiopacas com 10 unidades, e pacotes de 28 figuras com assortimentos não aleatórios. Por um curto período, as figuras também foram distribuídas como brinde nas latas de Nestlé Quik (hoje conhecido como Nesquik).
O herói principal era Kinnikuman, que, nos EUA, foi chamado de "Muscleman" e era o líder dos "Thug Busters". A única outra figura nomeada na linha americana era Buffaloman, renomeado como "Terri-Bull", e descrito como líder dos "Cosmic Crunchers". Algumas figuras foram esculpidas para se assemelhar a lutadores populares que competiram no Japão, como Terry Funk, Dusty Rhodes, Abdullah the Butcher e Jushin "Thunder" Liger.
O primeiro lote de figuras era todo na cor rosa "chiclete", que a comunidade de colecionadores chama de "flesh" (carne). O segundo lote era uma mistura de metade flesh e metade nas cores azul escuro, vermelho ou roxo. O terceiro lote não tinha figuras flesh, contendo apenas azul escuro, vermelho, roxo, magenta, salmão, verde limão, laranja neon e azul claro. Cinco figuras acompanhavam o jogo de tabuleiro em uma cor exclusiva, uva ou roxo claro.
Além dos pacotes contendo apenas figuras, havia um pôster por pedido por correio, um expositor chamado "Battlin' Belt" e dois jogos que utilizavam as figuras M.U.S.C.L.E. O "Hard Knockin' Rockin' Ring" era um ringue de luta livre de plástico com duas presilhas para as figuras, funcionando de forma semelhante ao Rock'em Sock'em Robots. O jogo de tabuleiro M.U.S.C.L.E. era um jogo de estilo battle royale onde equipes de cinco figuras de duas cores diferentes lutavam. O Hard Knockin' Rockin' Ring vinha com duas figuras flesh exclusivas, não lançadas na linha regular, sendo uma versão ligeiramente menor do #141 (Muscleman) e um Terri-Bull. O jogo de tabuleiro também incluía a mesma escultura de Terri-Bull na cor verde limão.
Por volta de 1987, versões não licenciadas de Kinkeshi foram comercializadas na Europa Ocidental. A empresa GIG Spa, sediada em Sesto Fiorentino, misturou três diferentes linhas de keshi importadas para criar sua própria franquia. No mesmo período, a linha Exogini foi comercializada na França como Cosmix pela El Greco "Un hellenistic crafts S.A.", um fabricante grego, para a Action GT (Action Games & Toys Inc.), uma empresa norte-americana, e importada para a França pela Idéal Loisirs S.A., um famoso distribuidor francês de brinquedos. Os modelos e até mesmo os catálogos de folhetos eram idênticos, porém as embalagens e os nomes dos personagens eram totalmente diferentes. As cores e os tipos de borracha também eram distintos para cada linha, com exceção do tipo genérico "salmão fosco". Os Exogini tinham mais variações de borracha do que a linha Cosmix, e a terceira série de keshi não apareceu na linha francesa.
O mesmo produto, incluindo figuras de séries posteriores, foi vendido sob vários nomes na Coreia do Sul por volta de 1991.[carece de fontes?]
No entanto, a França foi o único país, fora do Japão, a transmitir a série de TV Kinnikuman (localizada como Muscleman) naquela época. Posteriormente, uma versão dublada de Kinnikuman foi transmitida na Catalunha (Espanha) como Musculman nos anos 90. Sua sequência, Kinnikuman Nisei, apareceu nos Estados Unidos (Ultimate Muscle: The Kinnikuman Legacy) no início dos anos 2000. Na Coreia do Sul, onde o mangá foi publicado inicialmente pela King Comics, Kinnikuman é conhecido como "근육맨".[carece de fontes?]
Alguns anos depois, uma terceira linha de Kinkeshi apareceu nos Estados Unidos como Alien Wrestler. Estava disponível na Itália, onde essas Kinkeshi eram distribuídas gratuitamente em uma promoção de uma marca de salgadinhos. Esta linha pirata, feita em Taiwan, tinha uma qualidade de borracha inferior em comparação com a primeira geração de piratas e apresentava a série tardia "PART" da linha Kinkeshi.
Nos Estados Unidos, a sequência de Kinnikuman, Kinnikuman NiSei, foi traduzida pela 4Kids Entertainment em 2002 e transmitida de 2002 a 2004 nas manhãs de sábado. Foi reprisada em 2006 como programação de verão. Em 2003, a Bandai America lançou uma nova extensão da série Kinkeshi exclusivamente para o mercado norte-americano. Ultimate Muscle: The Kinnikuman Legacy, a versão americana dublada de Kinnikuman Second Generations, é na verdade mais bem-sucedida no exterior do que no Japão. Ela possui um público dedicado na faixa etária de 14 a 30 anos anos. Figuras, tanto articuladas de 6,5" quanto no tamanho M.U.S.C.L.E. de 1,5", baseadas na história de Ultimate Muscle, foram lançadas esporadicamente em 2003, bem como um jogo de cartas colecionáveis intitulado Ultimate Muscle Battle Card Game.
Em 2004, uma cópia do Alien Wrestler intitulada Future Man foi comercializada tanto na versão rosa monocromática quanto em variedades multicoloridas. Os detalhes das figuras não eram tão precisos quanto nas versões oficiais.